# Condado de Osage (Kansas)
El condado de Osage (en inglés: Osage County), fundado en 1859, es uno de 105 condados del estado estadounidense de Kansas. En el año 2005, el condado tenía una población de 16,958 habitantes y una densidad poblacional de 9 personas por km². La sede del condado es Lyndon. El condado recibe su nombre en honor al río Osage.

## Geografía
Según la Oficina del Censo, el condado tiene un área total de 1863 km² (719,3 mi²), de la cual 1822 km² (703,5 mi²) es tierra y 44 km² (16,988416988417 mi²) (0.21%) es agua.

### Condados adyacentes
- Condado de Shawnee (norte)
- Condado de Douglas (noreste)
- Condado de Franklin (este)
- Condado de Coffey (sur)
- Condado de Lyon (suroeste)
- Condado de Wabaunsee (noroeste)

## Demografía
Según la Oficina del Censo en 2000, los ingresos medios por hogar en el condado eran de $37,928, y los ingresos medios por familia eran $44,581. Los hombres tenían unos ingresos medios de $30,670 frente a los $22,981 para las mujeres. La renta per cápita para el condado era de $17,691. Alrededor del 8.40% de la población estaban por debajo del umbral de pobreza.

## Transporte

### Autopistas principales
- Interestatal 35
- Interestatal 335
- U.S. Route 56
- U.S. Route 75
- Ruta Estatal de Kansas 31
- Ruta Estatal de Kansas 68
- Ruta Estatal de Kansas 170
- Ruta Estatal de Kansas 278

## Localidades
Población estimada en 2004;
- Osage City, 2,944
- Carbondale, 1,440
- Lyndon, 1,027 (sede)
- Burlingame, 1,003
- Overbrook, 960
- Scranton, 701
- Quenemo, 447
- Melvern, 423
- Olivet, 64

### Áreas no incorporadas
- Academy
- Bloomington
- Bristow
- Cheyenne
- Covert
- Delhi
- Grand Center
- Kill Creek
- Twin Creek
- Vincent

### Municipios
El condado de Osage está dividido entre 16 municipios. El condado tiene a Osage City como una ciudad independiente a nivel de gobierno, y todos los datos de población para el censo e las ciudades son incluidas en el municipio.

## Educación

### Distritos escolares
- Osage City USD 420 (Sitio web)
- Lyndon USD 421 (Sitio web)
- Santa Fe Trail USD 434 (Sitio web)
- Burlingame USD 454 (Sitio web)
- Marais des Cygnes Valley USD 456 (Sitio web)